# Forlane (platenlabel)
Forlane was een Frans platenlabel, waarop vooral klassieke muziek uitkwam. Het werd in 1979 opgericht door Ivan Pastor, een voormalige producer van Disques Barclay. Op het label zijn ook jazz-platen verschenen, van o.a. Gus Viseur, Django Reinhardt, Fred Adison, Duke Ellington, Art Tatum en Charlie Parker. Ook bracht het wel popmuziek en albums met chansons uit. Het label was actief tot circa 2004.